# Цианоза
Цианозата (на гръцки: κυάνεος – син цвят) е сиво-синкаво оцветяване на ноктите, склерите, видимите лигавици и кожата, което настъпва вследствие на хипоксия – недостиг на кислород в тъканите.

## Класификация
Според разпространението си, цианозата може да бъде:
- локална (местна) – най-често на периферните части на тялото (пръсти, уши, нос);
- генерализирана (обща) – наблюдава се първо при ноктите; със задълбочаване на хипоксията посиняват последователно склерите, видимите лигавици и най-накрая кожата.

## Етиология
Причините за възникване на цианоза са много и от най-разнообразен характер. Най-общо те могат да бъдат обединени в пет основни групи:
- Кислородна недостатъчност – недостиг на кислород в околната среда, например при голяма надморска височина, в задимени или силно задушни помещения.
- Респираторна недостатъчност – невъзможност на белите дробове да поемат достатъчно кислород от околната среда и/или да го предадат на кръвта, например при емфизем, тежки пневмонии, при потискане на дихателния център в продълговатия мозък.
- Хемо-трофична недостатъчност – невъзможност на кръвта да приеме кислорода от белите дробове и/или да го транспортира до тъканите, например при отравяне с цианкалий.
- Циркулаторна недостатъчност – невъзможност на кръвта да достигне до нуждаещите се от кислород тъкани; циркулаторната недостатъчност може да бъде:
  - генерализирана (обща) – при сърдечно-съдова недостатъчност;
  - локална (местна) – при спазми на кръвоносните съдове в определена област, при силно притискане или пристягане, при измръзване.
- Хисто-трофична недостатъчност – при невъзможност на тъканите да усвоят кислорода от кръвта; най-често се дължи на блокиране на дихателните ензими, вследствие на метаболитни нарушения или отравяния.

## Патогенеза
Цианозата се дължи на натрупването на деоксигениран (беден на кислород) хемоглобин в кръвоносните съдове. При особено тежки състояния, деоксигенираната кръв напуска кръвоносните съдове и се натрупва в междутъканните пространства, където освен цианоза предизвиква и оток.
С изключение на няколко редки болести, свързани с изменения в хемоглобина, човешката кръв винаги има червен цвят, с различен оттенък. Поради оптичните свойства на човешката кожа, наситеният тъмночервен цвят на деоксигенирания хемоглобин се разсейва до сиво-синкав. Освен това, бедният на кислород хемоглобин предизвиква спазъм на кръвоносните съдове, който ги кара да изпъкнат. Така видимата мрежа от кръвоносни съдове прави цианозата още по-очевидна.